# Nieuw Rechts (politieke partij)
Nieuw Rechts was een rechts-radicale nationalistische Nederlandse politieke partij, actief in de jaren 2003 tot en met 2007. De partij profileerde zich als 'sociaal-rechts' en ging naar eigen zeggen uit van de basisprincipes van conservatisme, liberalisme en nationalisme. Oprichter Michiel Smit was het belangrijkste en bekendste kopstuk van Nieuw Rechts. 

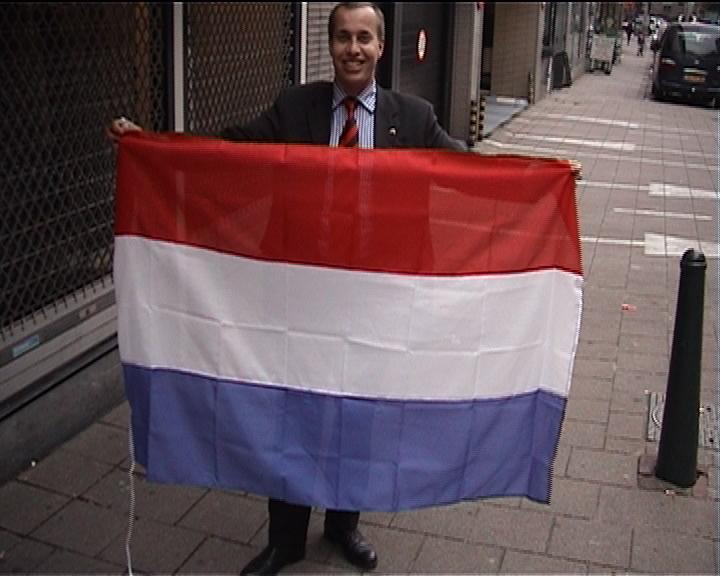
Michiel Smit (2003)

## Geschiedenis
Nieuw Rechts was een afsplitsing van Leefbaar Rotterdam. Michiel Smit werd in 2002 voor deze partij in de gemeenteraad van Rotterdam gekozen. Hij moest in februari 2003 de fractie verlaten wegens zijn radicale opstelling ten opzichte van immigranten, uitlatingen op het internetforum Stormfront en contacten met destijds het Vlaams Blok. Smit besloot vervolgens op eigen titel de raadszetel te behouden en richtte in mei 2003 de politieke partij Nieuw Rechts op. Hijzelf werd partijvoorzitter.
De partij wist in 2003 en 2004 veelvuldig de media te halen en kreeg veel aandacht van linkse tegenstanders. Met de oprichting van de Van Oldenbarnevelt Denktank, die geleid werd door partijsecretaris Marc Bajema, destijds nog student archeologie, en de jongerenorganisatie Jong Rechts bouwde Smit verder aan de organisatie van zijn partij. De Europese Parlementsverkiezingen 2004 waren de enige landelijke verkiezingen waaraan Nieuw Rechts deel heeft genomen. De 0,3 procent van de stemmen waren echter niet voldoende voor een zetel. Volgens eigen opgave had de partij op haar hoogtepunt ongeveer duizend leden. Tot de achterban behoorde onder anderen Wim Elsthout, voormalig Kamerlid van de Centrum Democraten en de nummer 4 op de kandidatenlijst voor de Europese Verkiezingen. Florens van der Kooi, voorman van de rechts-radicale Nieuwe Nationale Partij (een afsplitsing van Centrumpartij '86), was fractiemedewerker van Smit in de gemeenteraad van Rotterdam.

### Onenigheid binnen extreemrechts
Nieuw Rechts had ook te maken met onenigheid van andere extreemrechtse partijen, waaronder de NVU.
Als een aantal extreemrechtse partijen zich op 11 september 2003 verzamelen voor een demonstratieve optocht ter herdenking van de slachtoffers van de terroristische aanslagen in de VS, blijkt zich tevens een groepje militanten van de Joodse Defensie Liga (JDL) aan te sluiten, ter beveiliging van de optocht. Dit schiet een groot deel van de betogers, en zeker de aanhang van de NNP, in het verkeerde keelgat. Samenwerking met 'de Joden' is voor hen volstrekt onverteerbaar. Van der Kooi is echter niet tegen deelname van de JDL. Door de gebeurtenissen rond de demonstratie op 11 september zijn zowel de NVU en de NA zich fel gaan afzetten tegen de 'pro-zionistische koers' van zowel de NNP als van Nieuw Rechts. 'Pro-zionisme' en 'anti-zionisme' zijn in de Nederlandse extreemrechtse politiek splijtzwammen geworden.
Eind oktober 2003 besloot het bestuur van de NVU om met onmiddellijke ingang 'een duidelijk anti-zionistische koers er op na te houden'. In november werd dit besluit als 'Officiële verklaring van de NVU betreffende anti-zionisme' gepost op het webforum Stormfront. De verklaring is een openlijke aanval op de 'pro-zionistische' houding van politieke partijen als de NNP en Nieuw Rechts.
‘Michiel Smit wordt de joodse (s)pion in het rechtse wereldje’, stelde NVU-leider Kusters in partijblad Wij Europa over ‘jodenvriend Smit’. En: ‘Het slijmen wat Michiel Smit doet bij het Vlaams Blok zal hem vermoedelijk later wel een gele ster opleveren, of dat hij samen met Filip Dewinter op sabbat bij de Rabbijnen koosjere koffie mag drinken met jodenkoek.’ Hij ontwaart 'de lijn van de staatsnationalistische koers, waarbij ook lekker kleurlingen lid kunnen worden, en samenwerking met zionisten gewoon kan'.

### De laatste jaren
Bij de gemeenteraadsverkiezingen van 2006 werd in Rotterdam, Eindhoven, Almelo en Ridderkerk deelgenomen. Alleen in de laatste gemeente werd een zetel behaald, ingenomen door Martin Dijkhuizen. Zowel in de thuisbasis Rotterdam als in Eindhoven lukte het de partij ternauwernood om voldoende ondersteuningsverklaringen bijeen te krijgen. In Eindhoven had dit moeten leiden tot een uitsluiting van NR aan de verkiezingen. Van de dertig handtekeningen die horen te worden ingeleverd had NR-Eindhoven er aanvankelijk slechts tien. Voor het inleveren van de overige kreeg men alsnog drie dagen de tijd. Na het plaatsen van oproepen op verschillende extreemrechtse fora worden uiteindelijk voldoende handtekeningen ingeleverd. Toch zou NR formeel niet aan de verkiezingen mogen deelnemen vanwege de oorspronkelijke kandidaat nummer drie, Wim Vermeulen. Hij heeft zich bij indiening van de kandidatenlijst laten schrappen als kandidaat. Op alle ondersteuningsverklaringen is zijn naam echter blijven staan. Feitelijk zijn de ondersteuningsverklaringen daarmee niet gelijk aan de kandidaatslijst en daarmee ongeldig. Hiermee kroop NR-Eindhoven door het oog van de naald.
In Rotterdam raakte partijleider Smit zijn zetel kwijt. Ten tijde van de verkiezingen liep een zaak van de gemeente Rotterdam tegen Smit, omdat hij als raadslid in Rotterdam in 2003 en 2004 geen verantwoording zou hebben afgelegd over fractievergoedingen die hij als raadslid had gedeclareerd. De gemeente eiste 50.000 euro terug. De rechter stelde echter in een kort geding in april 2006 dat onvoldoende van een spoedeisend belang is gebleken en wees de vordering af. In dezelfde periode besloot hostingprovider Shock Media alle circa 15 websites van Nieuw Rechts (waaronder nieuwrechts.nl) af te sluiten, omdat de partij een betalingsachterstand van ruim 10.000 euro had. Nieuw Rechts was hierdoor gedwongen de websites naar een andere hostingprovider en url te verplaatsen.
De partij zag af van deelname aan de Tweede Kamerverkiezingen 2006, omdat er onvoldoende kansen werden gezien voor het halen van zetels. De concurrentie op de rechterflank was met partijen als EénNL, Partij voor de Vrijheid en Fortuyn te groot. Op 22 november 2006 werd wel deelgenomen aan tussentijdse verkiezingen in de gemeenten Binnenmaas en Lansingerland. Met lijsttrekker Michiel Smit werd in die laatste gemeente een zetel gehaald. Deze kon in eerste instantie niet worden ingenomen, omdat Smit niet in Lansingerland woonachtig was. Nadat eerst een partijgenoot was beëdigd, werd Smit eind maart 2007 alsnog raadslid. Toen een half jaar later bleek dat hij niet op het opgegeven adres woonde, stapte Smit uit de raad. De zetel is sindsdien niet vervuld. Ondertussen was raadslid Dijkhuizen uit Ridderkerk in januari 2007 uit de partij gestapt, omdat Nieuw Rechts volgens hem radicaliseerde en sommige leden antisemitische uitspraken deden. In de provincies Overijssel en Zuid-Holland deed de partij mee aan de Provinciale Statenverkiezingen 2007. In geen van de provincies behaalde de partij een zetel.
In december 2007 werd duidelijk dat de partij was opgeheven.

## Verkiezingsuitslagen
| Jaar | Stemmen | %     | Zetels |
| ---- | ------- | ----- | ------ |
| 2004 | 15.732  | 0,33% | 0/27   |

| Jaar | Gemeente      | Stemmen | %     | Zetels |
| ---- | ------------- | ------- | ----- | ------ |
| 2006 | Rotterdam     | 1.811   | 0,69% | 0/45   |
| 2006 | Eindhoven     | 768     | 0,98% | 0/45   |
| 2006 | Almelo        | 618     | 2,04% | 0/35   |
| 2006 | Ridderkerk    | 821     | 3,72% | 1/29   |
| 2006 | Lansingerland | 1.429   | 5,00% | 1/29   |
| 2006 | Binnenmaas    | 316     | 1,73% | 0/21   |

| Jaar | Provincie    | Stemmen | %     | Zetels |
| ---- | ------------ | ------- | ----- | ------ |
| 2007 | Zuid-Holland | 2.676   | 0,24% | 0/55   |
| 2007 | Overijssel   | 1.750   | 0,42% | 0/47   |

## Programmapunten
De programmapunten van Nieuw Rechts werden geformuleerd in de verschillende campagnes en waren onder meer:
- Geen wijken met meerderheid vreemdelingen
- Veilig over straat
- Betaalbare woningbouw
- Geen opvang verslaafden in woonwijken
- Harde aanpak aso-jongeren
- Ondernemers de ruimte geven
- Nederlandse onafhankelijkheid; voor uittreding uit de EU
- Recht op zelfverdediging en verdediging van have en goed;
- Verbetering koopkracht werkenden met lage inkomens;
- Intrekking Nederlanderschap criminelen met meerdere nationaliteiten;
- Geen verdere soevereiniteitsafdracht;
- Versterkte remigratie van allochtonen, bijvoorbeeld door middel van een vertrekpremie;
- Detachering van legeronderdelen bij politie;
- Minder mogelijkheden van gezinshereniging;
- Totale sluiting van de grenzen voor economische migranten;
- Moskeeën mogen alleen worden gebouwd buiten de bebouwde kom en dienen er onopvallend uit te zien. Ornamenten zijn niet toegestaan;
- Mededelingen van de overheid aan burgers worden uitsluitend in het Nederlands gedaan;
- Moordenaars langer gevangenzetten. In het huidige beleid komen moordenaars te snel vrij;
- Terroristen moeten hun straftijd in complete afzondering uitzitten. Dit geldt ook voor het voorarrest;
- Het inperken van de uitbesteding van Nederlandse arbeidsplaatsen aan lagelonenlanden;
- Een einde maken aan 'bewuste werkloosheid';
- Nieuw Rechts was het eens met de huidige abortuswetgeving;
- Nieuw Rechts was het eens met de huidige euthanasiewetgeving;
- Vóór het NAVO-lidmaatschap van Nederland en een voorstander van uitzendingen van het Nederlandse leger ter ondersteuning van de opsporing van terroristen en wederopbouw.
- Verplichten van het lesgeven in de Nederlandse geschiedenis op het middelbaar onderwijs, vooral op het VMBO;
- Meer vaderlandsliefde, meer aandacht voor hoogtepunten uit de Nederlandse geschiedenis en laten zien dat nationalisme en vaderlandsliefde niet slecht zijn;

De herinvoering van de doodstraf stond niet in de verschillende programma's van de partij. Wel heeft de partij in andere stukken aangegeven voor de doodstraf te zijn, in het bijzonder voor recidiverende pedofiele zedendelinquenten en seriemoordenaars.
De partij is een van de drijvende krachten geweest achter het Actiecomité Stop MARTIJN, een actiecomité dat op 20 juni 2003 werd opgericht en zich ten doel stelt de omstreden Vereniging MARTIJN tot opheffing te dwingen op basis van de Nederlandse zedenwetgeving, en de zedenwetgeving aan te scherpen zodat dergelijke verenigingen kunnen worden bestreden. In 2005 maakte Smit zich sterk voor het verwijderen van de nijlgans uit Nederland. Deze diersoort komt als exoot ook elders in Europa voor. De nijlgans hoort volgens hem niet in Nederland thuis maar in het Nijldal.